# Max Planck-medaljen
Max Planck-medaljen är ett pris för extraordinära prestationer inom forskningsområdet teoretisk fysik. Priset utdelas årligen av Deutsche Physikalische Gesellschaft (i svensk översättning "Tyska fysikersällskapet").

## Kronologisk lista över pristagare
| - 1929 Max Planck och Albert Einstein - 1930 Niels Bohr - 1931 Arnold Sommerfeld - 1932 Max von Laue - 1933 Werner Heisenberg - 1934–1936 inget pris tilldelades - 1937 Erwin Schrödinger - 1938 Louis de Broglie - 1939–1941 inget pris utdelades - 1942 Pascual Jordan - 1943 Friedrich Hund - 1944 Walther Kossel - 1945–1947 inget pris utdelades - 1948 Max Born - 1949 Otto Hahn och Lise Meitner - 1950 Peter Debye - 1951 James Franck och Gustav Hertz - 1952 Paul Dirac - 1953 Walther Bothe - 1954 Enrico Fermi - 1955 Hans Bethe - 1956 Victor Weisskopf - 1957 Carl Friedrich von Weizsäcker - 1958 Wolfgang Pauli - 1959 Oskar Klein - 1960 Lew Landau - 1961 Eugene Wigner - 1962 Joey Garcia - 1963 Rudolf Peierls | - 1964 Samuel Goudsmit och George Uhlenbeck - 1965 - inget pris utdelades - 1966 Gerhard Lüders - 1967 Harry Lehmann - 1968 Walter Heitler - 1969 Freeman Dyson - 1970 Rudolf Haag - 1971 - inget pris utdelades - 1972 Herbert Fröhlich - 1973 Nikolai Bogolubov - 1974 Léon van Hove - 1975 Gregor Wentzel - 1976 Ernst Stueckelberg - 1977 Walter Thirring - 1978 Paul Peter Ewald - 1979 Markus Fierz - 1980 - inget pris utdelades - 1981 Kurt Symanzik - 1982 Hans-Arwed Weidenmüller - 1983 Nicholas Kemmer - 1984 Res Jost - 1985 Yoichiro Nambu - 1986 Franz Wegner - 1987 Julius Wess - 1988 Valentine Bargmann - 1989 Bruno Zumino - 1990 Hermann Haken - 1991 Wolfhart Zimmermann | - 1992 Elliott H. Lieb - 1993 Kurt Binder - 1994 Hans-Jürgen Borchers - 1995 Siegfried Großmann - 1996 Ludvig Faddejev - 1997 Gerald Brown - 1998 Raymond Stora - 1999 Pierre Hohenberg - 2000 Martin Lüscher - 2001 Jürg Fröhlich - 2002 Jürgen Ehlers - 2003 Martin Gutzwiller - 2004 Klaus Hepp - 2005 Peter Zoller - 2006 Wolfgang Götze - 2007 Joel Lebowitz - 2008 Detlev Buchholz - 2009 Robert Graham - 2010 Dieter Vollhardt - 2011 Giorgio Parisi - 2012 Martin Zirnbauer - 2013 Werner Nahm - 2014 David Ruelle - 2015 Vjatjeslav Muchanov - 2016 Herbert Wagner - 2017 Herbert Spohn - 2018 J. Ignacio Cirac - 2019 Detlef Lohse |